# Chorizopes stoliczkae
Chorizopes stoliczkae là một loài nhện trong họ Araneidae.
Loài này thuộc chi Chorizopes. Chorizopes stoliczkae được Octavius Pickard-Cambridge miêu tả năm 1885.